# Universidad de la prefectura de Fukuoka

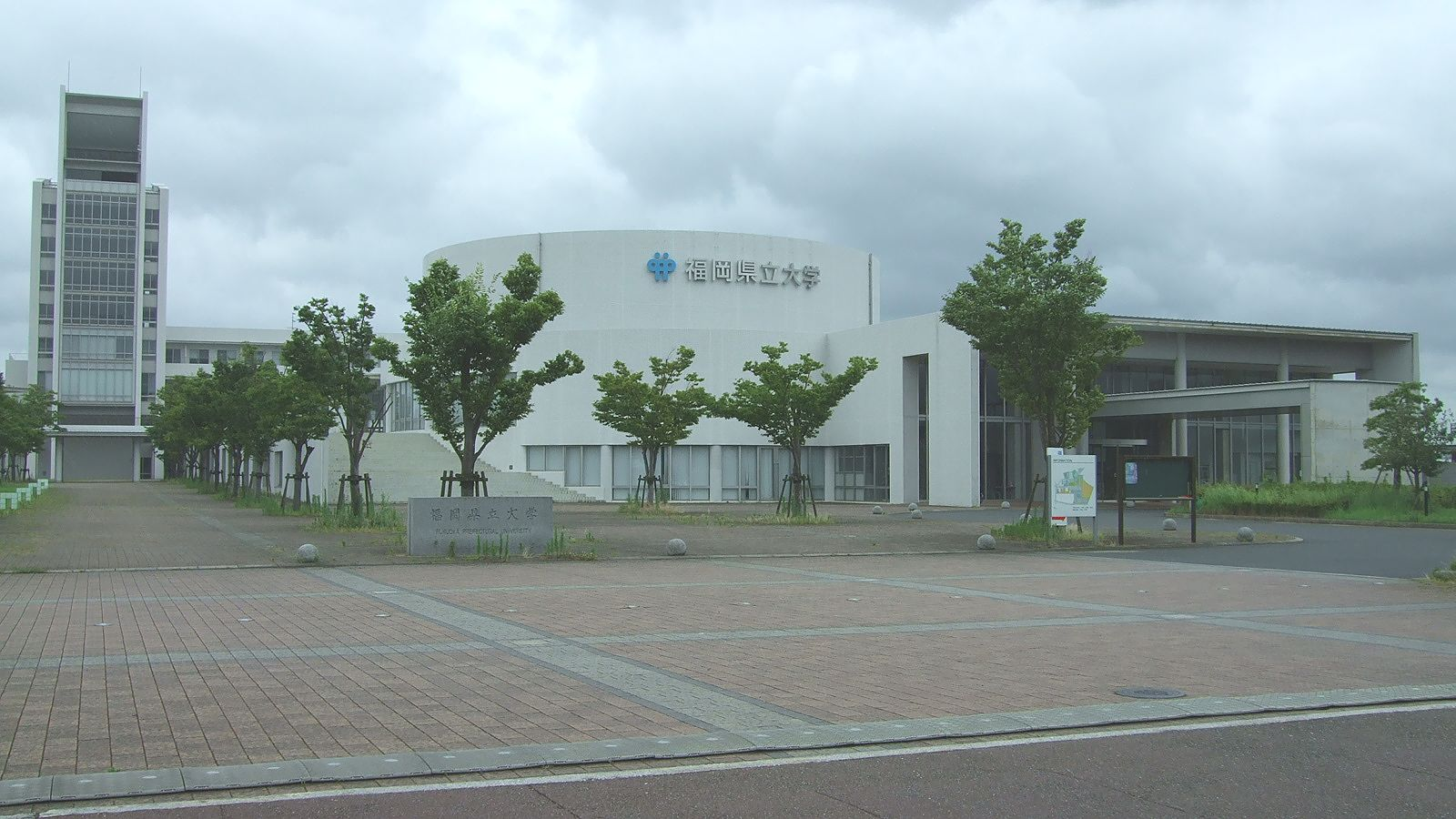
La Universidad se ve muy interesante la forma como está construido, más que todo la arquitectura

Universidad de la Prefectura de Fukuoka (福岡県立大学 Fukuoka Kenritsu Daigaku?) es una universidad pública localizada en Tagawa, Fukuoka, Japón, fundada en 1992.